# Beach volley ai Giochi della XXXIII Olimpiade - Torneo femminile
Il torneo femminile di beach volley dei Giochi della XXXIII Olimpiade si è svolto a Parigi presso l'Eiffel Tower Stadium Campo di Marte dal 27 luglio al 9 agosto impegnando 24 coppie di atleti in rappresentanza di 17 nazioni.

## Qualificati
Ogni comitato olimpico nazionale può far partecipare fino a due squadre per torneo.
| Competizione                             | Data              | Sede               | Posti | Qualificati |
| ---------------------------------------- | ----------------- | ------------------ | ----- | --- |
| Nazione ospitante                        | N.D.              | N.D.               | 1     | Francia |
| Campionati mondiali di beach volley 2023 | 6-15 ottobre 2023 | Messico, Tlaxcala  | 1     | Stati Uniti |
| Classifica mondiale FIVB                 | 9 giugno 2024     | Svizzera, Losanna  | 17    | Brasile Stati Uniti Canada Brasile Paesi Bassi Svizzera Lettonia Cina Italia Germania Australia Svizzera Spagna Germania Francia Lituania Spagna |
| Coppa europea 2023-2024                  | 13-16 giugno 2024 | Lettonia, Jūrmala  | 1     | Rep. Ceca |
| Coppa sudamericana femminile 2023-2024   | 14-16 giugno 2024 | Paraguay, Asunción | 1     | Paraguay |
| Coppa africa 2023-2024                   | 20-23 giugno 2024 | Marocco, Martil    | 1     | Egitto |
| Coppa asiatica e oceanica 2023-2024      | 21-23 giugno 2024 | Cina, Ningbo       | 1     | Giappone |
| Coppa nordamericana 2023-2024            | 21-23 giugno 2024 | Messico, Tlaxcala  | 1     | Canada |
| Totale                                   | Totale            | Totale             | 24    | |

## Risultati

### Primo Turno

#### Gruppo A
| posiz | squadra                         | G | V | P | Sv | Sp | Pf  | Ps  | Pts |
| ----- | ------------------------------- | - | - | - | -- | -- | --- | --- | --- |
| 1     | Ana Patricia - Duda (Brasile)   | 3 | 3 | 0 | 6  | 0  | 126 | 85  | 6   |
| 2     | Liliana - Soria (Spagna)        | 3 | 2 | 1 | 4  | 3  | 116 | 131 | 5   |
| 3     | Gottardi - Menegatti (Italia)   | 3 | 1 | 2 | 3  | 4  | 126 | 117 | 4   |
| 4     | Abdelhady - Elghobashy (Egitto) | 3 | 0 | 3 | 0  | 6  | 91  | 126 | 3   |

| 28/07/2024 | 09:00 | Gottardi - Menegatti | 1-2 | Liliana - Soria        | 22-24 | 21-9  | 14-16 | Eiffel Tower Stadium Campo di Marte, |
| 28/07/2024 | 16:00 | Ana Patricia - Duda  | 2-0 | Abdelhady - Elghobashy | 21-14 | 21-19 | -     | Eiffel Tower Stadium Campo di Marte  |
| 30/07/2024 | 11:00 | Gottardi - Menegatti | 2-0 | Abdelhady - Elghobashy | 21-16 | 21-10 | -     | Eiffel Tower Stadium Campo di Marte  |
| 30/07/2024 | 21:00 | Ana Patricia - Duda  | 2-0 | Liliana - Soria        | 21-12 | 21-13 | -     | Eiffel Tower Stadium Campo di Marte  |
| 01/08/2024 | 11:00 | Liliana - Soria      | 2-0 | Abdelhady - Elghobashy | 21-18 | 21-14 | -     | Eiffel Tower Stadium Campo di Marte  |
| 01/08/2024 | 20:00 | Ana Patricia - Duda  | 2-0 | Gottardi - Menegatti   | 21-17 | 21-10 | -     | Eiffel Tower Stadium Campo di Marte  |

#### Gruppo B
| posiz | squadra                      | G | V | P | Sv | Sp | Pf  | Ps  | Pts |
| ----- | ---------------------------- | - | - | - | -- | -- | --- | --- | --- |
| 1     | Nuss - Kloth (USA)           | 3 | 3 | 0 | 6  | 1  | 135 | 112 | 6   |
| 2     | Mariafe - Clancy (Australia) | 3 | 2 | 1 | 4  | 3  | 126 | 123 | 5   |
| 3     | Xue - Xia (Cina)             | 3 | 1 | 2 | 4  | 4  | 146 | 137 | 4   |
| 4     | Bansley - Bukovec (Canada)   | 3 | 0 | 3 | 0  | 6  | 91  | 126 | 3   |

| 27/07/2024 | 18:00 | Xue - Xia        | 1-2 | Mariafe - Clancy  | 20-22 | 21-14 | 14-16 | Eiffel Tower Stadium Campo di Marte |
| 27/07/2024 | 22:00 | Nuss - Kloth     | 2-0 | Bansley - Bukovec | 21-17 | 21-14 | -     | Eiffel Tower Stadium Campo di Marte |
| 29/07/2024 | 11:00 | Xue - Xia        | 2-0 | Bansley - Bukovec | 21-15 | 21-19 | -     | Eiffel Tower Stadium Campo di Marte |
| 29/07/2024 | 22:00 | Nuss - Kloth     | 2-0 | Mariafe - Clancy  | 21-16 | 21-16 | -     | Eiffel Tower Stadium Campo di Marte |
| 01/08/2024 | 16:00 | Mariafe - Clancy | 2-0 | Bansley - Bukovec | 21-10 | 21-16 | -     | Eiffel Tower Stadium Campo di Marte |
| 01/08/2024 | 22:00 | Nuss - Kloth     | 2-1 | Xue - Xia         | 15-21 | 21-16 | 15-12 | Eiffel Tower Stadium Campo di Marte |

#### Gruppo C
| posiz | squadra                            | G | V | P | Sv | Sp | Pf  | Ps  | Pts |
| ----- | ---------------------------------- | - | - | - | -- | -- | --- | --- | --- |
| 1     | Hughes - Cheng (USA)               | 3 | 3 | 0 | 6  | 0  | 128 | 100 | 6   |
| 2     | Müller-Tillmann (Germania)         | 3 | 2 | 1 | 4  | 2  | 120 | 94  | 5   |
| 3     | Hermannová - Štochlová (Rep. Ceca) | 3 | 1 | 2 | 2  | 5  | 107 | 127 | 4   |
| 4     | Vieira - Aline Chamereau (Francia) | 3 | 0 | 3 | 3  | 6  | 106 | 140 | 3   |

| 28/07/2024 | 12:00 | Müller-Tillmann          | 2-0 | Vieira - Aline Chamereau | 21-14 | 21-12 | -    | Eiffel Tower Stadium Campo di Marte |
| 28/07/2024 | 22:00 | Hughes - Cheng           | 2-0 | Hermannová - Štochlová   | 21-16 | 21-11 | -    | Eiffel Tower Stadium Campo di Marte |
| 31/07/2024 | 11:00 | Müller-Tillmann          | 2-0 | Hermannová - Štochlová   | 21-17 | 21-9  | -    | Eiffel Tower Stadium Campo di Marte |
| 31/07/2024 | 15:00 | Hughes - Cheng           | 2-0 | Vieira - Aline Chamereau | 21-16 | 23-21 | -    | Eiffel Tower Stadium Campo di Marte |
| 02/08/2024 | 12:00 | Vieira - Aline Chamereau | 1-2 | Hermannová - Štochlová   | 13-21 | 21-18 | 9-15 | Eiffel Tower Stadium Campo di Marte |
| 02/08/2024 | 22:00 | Hughes - Cheng           | 2-0 | Müller-Tillmann          | 21-18 | 21-18 | -    | Eiffel Tower Stadium Campo di Marte |

#### Gruppo D
| posiz | squadra                       | G | V | P | Sv | Sp | Pf  | Ps  | Pts |
| ----- | ----------------------------- | - | - | - | -- | -- | --- | --- | --- |
| 1     | Esmée – Zoé (Svizzera)        | 3 | 3 | 0 | 6  | 2  | 147 | 133 | 6   |
| 2     | Tīna - Anastasija (Lettonia)  | 3 | 2 | 1 | 4  | 2  | 113 | 110 | 5   |
| 3     | Melissa – Brandie (Canada)    | 3 | 1 | 2 | 3  | 4  | 126 | 119 | 4   |
| 4     | Poletti – Michelle (Paraguay) | 3 | 0 | 3 | 1  | 6  | 116 | 140 | 3   |

| 29/07/2024 | 15:00 | Melissa – Brandie | 2-0 | Poletti – Michelle | 21-16 | 21-12 | -     | Eiffel Tower Stadium Campo di Marte |
| 29/07/2024 | 17:00 | Tīna - Anastasija | 0-2 | Esmée – Zoé        | 15-21 | 14-21 | -     | Eiffel Tower Stadium Campo di Marte |
| 31/07/2024 | 12:00 | Tīna - Anastasija | 2-0 | Poletti – Michelle | 21-19 | 21-15 | -     | Eiffel Tower Stadium Campo di Marte |
| 31/07/2024 | 21:00 | Melissa – Brandie | 1-2 | Esmée – Zoé        | 18-21 | 21-13 | 11-15 | Eiffel Tower Stadium Campo di Marte |
| 03/08/2024 | 11:00 | Esmée – Zoé       | 2-1 | Poletti – Michelle | 23-21 | 18-21 | 15-12 | Eiffel Tower Stadium Campo di Marte |
| 03/08/2024 | 17:00 | Melissa – Brandie | 0-2 | Tīna - Anastasija  | 14-21 | 20-22 | -     | Eiffel Tower Stadium Campo di Marte |

#### Gruppo E
| posiz | squadra                           | G | V | P | Sv | Sp | Pf  | Ps  | Pts |
| ----- | --------------------------------- | - | - | - | -- | -- | --- | --- | --- |
| 1     | Carol – Bárbara (Brasile)         | 3 | 3 | 0 | 6  | 1  | 140 | 113 | 6   |
| 2     | Stam – Schoon (Paesi Bassi)       | 3 | 2 | 1 | 5  | 2  | 139 | 122 | 5   |
| 3     | Akiko – Ishii (Giappone)          | 3 | 1 | 2 | 2  | 4  | 103 | 100 | 4   |
| 4     | Paulikienė – Raupelytė (Lituania) | 3 | 0 | 3 | 0  | 6  | 79  | 126 | 3   |

| 28/07/2024 | 11:00 | Carol – Bárbara        | 2-0 | Akiko – Ishii          | 21-12 | 21-19 | -     | Eiffel Tower Stadium Campo di Marte |
| 28/07/2024 | 15:00 | Stam – Schoon          | 2-0 | Paulikienė – Raupelytė | 21-19 | 21-17 | -     | Eiffel Tower Stadium Campo di Marte |
| 30/07/2024 | 16:00 | Carol – Bárbara        | 2-0 | Paulikienė – Raupelytė | 21-13 | 21-14 | -     | Eiffel Tower Stadium Campo di Marte |
| 30/07/2024 | 22:00 | Stam – Schoon          | 2-0 | Akiko – Ishii          | 21-16 | 21-14 | -     | Eiffel Tower Stadium Campo di Marte |
| 02/08/2024 | 09:00 | Paulikienė – Raupelytė | 0-2 | Akiko – Ishii          | 11-21 | 5-21  | -     | Eiffel Tower Stadium Campo di Marte |
| 02/08/2024 | 17:00 | Carol – Bárbara        | 2-1 | Stam – Schoon          | 16-21 | 21-17 | 19-17 | Eiffel Tower Stadium Campo di Marte |

#### Gruppo F
| posiz | squadra                      | G | V | P | Sv | Sp | Pf  | Ps  | Pts |
| ----- | ---------------------------- | - | - | - | -- | -- | --- | --- | --- |
| 1     | Hüberli – Brunner (Svizzera) | 3 | 3 | 0 | 6  | 0  | 126 | 74  | 6   |
| 2     | Álvarez – Moreno (Spagna)    | 3 | 2 | 1 | 4  | 2  | 115 | 104 | 5   |
| 3     | Placette – Richard (Francia) | 3 | 1 | 2 | 2  | 4  | 89  | 118 | 4   |
| 4     | Ludwig – Lippmann (Germania) | 3 | 0 | 3 | 0  | 6  | 93  | 127 | 3   |

| 29/07/2024 | 12:00 | Hüberli – Brunner  | 2-0 | Álvarez – Moreno  | 21-12 | 21-19 | - | Eiffel Tower Stadium Campo di Marte |
| 29/07/2024 | 21:00 | Placette – Richard | 2-0 | Ludwig – Lippmann | 21-14 | 22-20 | - | Eiffel Tower Stadium Campo di Marte |
| 31/07/2024 | 10:00 | Hüberli – Brunner  | 2-0 | Ludwig – Lippmann | 21-9  | 21-15 | - | Eiffel Tower Stadium Campo di Marte |
| 31/08/2024 | 17:00 | Placette – Richard | 0-2 | Álvarez – Moreno  | 12-21 | 15-21 | - | Eiffel Tower Stadium Campo di Marte |
| 03/08/2024 | 12:00 | Álvarez – Moreno   | 2-0 | Ludwig – Lippmann | 21-16 | 21-19 | - | Eiffel Tower Stadium Campo di Marte |
| 03/08/2024 | 16:00 | Placette – Richard | 0-2 | Hüberli – Brunner | 11-21 | 8-21  | - | Eiffel Tower Stadium Campo di Marte |

### Classifica delle terze
| Pos. | Coppie                             | Pt | G | V | P | Sv | Sp | Sr    | Pv  | Pp  | Pr    |
| ---- | ---------------------------------- | -- | - | - | - | -- | -- | ----- | --- | --- | ----- |
| 1    | Xue - Xia (Cina)                   | 4  | 3 | 1 | 2 | 4  | 4  | 1.000 | 146 | 137 | 1.066 |
| 2    | Gottardi - Menegatti (Italia)      | 4  | 3 | 1 | 2 | 3  | 4  | 0.750 | 126 | 117 | 1.077 |
| 3    | Melissa – Brandie (Canada)         | 4  | 3 | 1 | 2 | 3  | 4  | 0.750 | 126 | 120 | 1.050 |
| 4    | Akiko – Ishii (Giappone)           | 4  | 3 | 1 | 2 | 2  | 4  | 0.500 | 103 | 100 | 1.030 |
| 5    | Placette – Richard (Francia)       | 4  | 3 | 1 | 2 | 2  | 4  | 0.500 | 89  | 118 | 0.754 |
| 6    | Hermannová - Štochlová (Rep. Ceca) | 4  | 3 | 1 | 2 | 2  | 5  | 0.400 | 107 | 127 | 0.843 |

#### Spareggi
| Parigi 3 agosto 2024, ore 21:00 | Akiko – Ishii             | 2 – 0 (21–15; 21–18) referto | Placette – Richard | Eiffel Tower Stadium Campo di Marte (10 244 spett.)\| Arbitri: \| Brigham Beatie Wang Lijun \| |
| Arbitri:                        | Brigham Beatie Wang Lijun |                              |                    |                                                                                                |

| Parigi 3 agosto 2024, ore 22:00 | Melissa – Brandie                    | 2 – 0 (21–15; 21–12) referto | Hermannová - Štochlová | Eiffel Tower Stadium Campo di Marte (10 762 spett.)\| Arbitri: \| Giseli Amantino Agnieszka Myszkowska \| |
| Arbitri:                        | Giseli Amantino Agnieszka Myszkowska |                              |                        | |

## Fase ad eliminazione diretta
|  | Ottavi di finale     | Ottavi di finale  |                     |   | Quarti di finale          | Quarti di finale          |  |  | Semifinali | Semifinali |  |  | Finale | Finale |
|  |                      |                   |                     |   |                           |                           |  |  |            |            |  |  |        |        |
|  |                      |                   |                     |   |                           |                           |  |  |            |            |  |  |        |        |
|  |                      |                   |                     |   |                           |                           |  |  |            |            |  |  |        |        |
|  | Ana Patricia - Duda  | 2                 |                     |   |                           |                           |  |  |            |            |  |  |        |        |
|  | Ana Patricia - Duda  | 2                 |                     |   |                           |                           |  |  |            |            |  |  |        |        |
|  | Akiko – Ishii        | 0                 |                     |   |                           |                           |  |  |            |            |  |  |        |        |
|  | Akiko – Ishii        | 0                 | Ana Patricia - Duda | 2 |                           |                           |  |  |            |            |  |  |        |        |
|  |                      |                   | Ana Patricia - Duda | 2 |                           |                           |  |  |            |            |  |  |        |        |
|  |                      | Tīna - Anastasija | 0                   |   |                           |                           |  |  |            |            |  |  |        |        |
|  | Müller-Tillmann      | Tīna - Anastasija | 0                   | 1 |                           |                           |  |  |            |            |  |  |        |        |
|  | Müller-Tillmann      |                   |                     | 1 |                           |                           |  |  |            |            |  |  |        |        |
|  | Tīna - Anastasija    | 2                 |                     |   |                           |                           |  |  |            |            |  |  |        |        |
|  | Tīna - Anastasija    | 2                 | Ana Patricia - Duda | 2 |                           |                           |  |  |            |            |  |  |        |        |
|  |                      |                   | Ana Patricia - Duda | 2 |                           |                           |  |  |            |            |  |  |        |        |
|  |                      | Mariafe - Clancy  | 1                   |   |                           |                           |  |  |            |            |  |  |        |        |
|  | Carol – Bárbara      | Mariafe - Clancy  | 1                   | 0 |                           |                           |  |  |            |            |  |  |        |        |
|  | Carol – Bárbara      |                   |                     | 0 |                           |                           |  |  |            |            |  |  |        |        |
|  | Mariafe - Clancy     | 2                 |                     |   |                           |                           |  |  |            |            |  |  |        |        |
|  | Mariafe - Clancy     | 2                 | Mariafe - Clancy    | 2 |                           |                           |  |  |            |            |  |  |        |        |
|  |                      |                   | Mariafe - Clancy    | 2 |                           |                           |  |  |            |            |  |  |        |        |
|  |                      | Esmée – Zoé       | 1                   |   |                           |                           |  |  |            |            |  |  |        |        |
|  | Xue - Xia            | Esmée – Zoé       | 1                   | 0 |                           |                           |  |  |            |            |  |  |        |        |
|  | Xue - Xia            |                   |                     | 0 |                           |                           |  |  |            |            |  |  |        |        |
|  | Esmée – Zoé          | 2                 |                     |   |                           |                           |  |  |            |            |  |  |        |        |
|  | Esmée – Zoé          | 2                 | Ana Patricia - Duda | 2 |                           |                           |  |  |            |            |  |  |        |        |
|  |                      |                   | Ana Patricia - Duda | 2 |                           |                           |  |  |            |            |  |  |        |        |
|  |                      | Melissa – Brandie | 1                   |   |                           |                           |  |  |            |            |  |  |        |        |
|  | Hughes - Cheng       | Melissa – Brandie | 1                   | 2 |                           |                           |  |  |            |            |  |  |        |        |
|  | Hughes - Cheng       |                   |                     | 2 |                           |                           |  |  |            |            |  |  |        |        |
|  | Gottardi - Menegatti | 1                 |                     |   |                           |                           |  |  |            |            |  |  |        |        |
|  | Gottardi - Menegatti | 1                 | Hughes - Cheng      | 0 |                           |                           |  |  |            |            |  |  |        |        |
|  |                      |                   | Hughes - Cheng      | 0 |                           |                           |  |  |            |            |  |  |        |        |
|  |                      | Hüberli – Brunner | 2                   |   |                           |                           |  |  |            |            |  |  |        |        |
|  | Liliana - Soria      | Hüberli – Brunner | 2                   | 0 |                           |                           |  |  |            |            |  |  |        |        |
|  | Liliana - Soria      |                   |                     | 0 |                           |                           |  |  |            |            |  |  |        |        |
|  | Hüberli – Brunner    | 2                 |                     |   |                           |                           |  |  |            |            |  |  |        |        |
|  | Hüberli – Brunner    | 2                 | Hüberli – Brunner   | 1 |                           |                           |  |  |            |            |  |  |        |        |
|  |                      |                   | Hüberli – Brunner   | 1 |                           |                           |  |  |            |            |  |  |        |        |
|  |                      | Melissa – Brandie | 2                   |   | Finale per il terzo posto | Finale per il terzo posto |  |  |            |            |  |  |        |        |
|  | Álvarez – Moreno     | Melissa – Brandie | 2                   | 2 | Finale per il terzo posto | Finale per il terzo posto |  |  |            |            |  |  |        |        |
|  | Álvarez – Moreno     |                   |                     | 2 |                           |                           |  |  |            |            |  |  |        |        |
|  | Stam – Schoon        | 1                 |                     |   |                           |                           |  |  |            |            |  |  |        |        |
|  | Stam – Schoon        | 1                 | Álvarez – Moreno    | 0 | Mariafe - Clancy          | 0                         |  |  |            |            |  |  |        |        |
|  |                      |                   | Álvarez – Moreno    | 0 | Mariafe - Clancy          | 0                         |  |  |            |            |  |  |        |        |
|  |                      | Melissa – Brandie | 2                   |   | Hüberli – Brunner         | 2                         |  |  |            |            |  |  |        |        |
|  | Melissa – Brandie    | Melissa – Brandie | 2                   | 2 | Hüberli – Brunner         | 2                         |  |  |            |            |  |  |        |        |
|  | Melissa – Brandie    |                   |                     | 2 |                           |                           |  |  |            |            |  |  |        |        |
|  | Nuss - Kloth         | 0                 |                     |   |                           |                           |  |  |            |            |  |  |        |        |
|  | Nuss - Kloth         | 0                 |                     |   |                           |                           |  |  |            |            |  |  |        |        |

### Ottavi di finale
| Parigi 4 agosto 2024, ore 09:00 | Xue – X. Y. Xia           | 0 – 2 (27–29; 17–21) referto | Esmée – Zoé | Eiffel Tower Stadium Campo di Marte (10 304 spett.)\| Arbitri: \| Robert Leko Mariko Satomi \| |
| Arbitri:                        | Robert Leko Mariko Satomi |                              |             |                                                                                                |

| Parigi 4 agosto 2024, ore 17:00 | Carol – Bárbara              | 0 – 2 (22–24; 14–21) referto | Mariafe - Clancy | Eiffel Tower Stadium Campo di Marte (10 623 spett.)\| Arbitri: \| Brigham Beatie Juan Saavedra \| |
| Arbitri:                        | Brigham Beatie Juan Saavedra |                              |                  |                                                                                                   |

| Parigi 4 agosto 2024, ore 18:00 | Liliana - Soria                      | 0 – 2 (21–23; 16–21) referto | Hüberli – Brunner | Eiffel Tower Stadium Campo di Marte (10 796 spett.)\| Arbitri: \| Agnieszka Myszkowska Giseli Amantino \| |
| Arbitri:                        | Agnieszka Myszkowska Giseli Amantino |                              |                   | |

| Parigi 4 agosto 2024, ore 22:00 | Hughes - Cheng               | 2 – 1 (21–18; 17–21; 15-12) referto | Gottardi - Menegatti | Eiffel Tower Stadium Campo di Marte (10 846 spett.)\| Arbitri: \| Wang Lijun Jean Mukundyukuri \| |
| Arbitri:                        | Wang Lijun Jean Mukundyukuri |                                     |                      |                                                                                                   |

| Parigi 5 agosto 2024, ore 09:00 | Müller-Tillmann            | 1 – 2 (13–21; 21–17; 16-18) referto | Tīna - Anastasija | Eiffel Tower Stadium Campo di Marte (9 988 spett.)\| Arbitri: \| Rui Carvalho Mariko Satomi \| |
| Arbitri:                        | Rui Carvalho Mariko Satomi |                                     |                   |                                                                                                |

| Parigi 5 agosto 2024, ore 13:00 | Álvarez M – Moreno                      | 2 – 1 (18–21; 21–19; 15-13) referto | Stam – Schoon | Eiffel Tower Stadium Campo di Marte (10 647 spett.)\| Arbitri: \| Charalampos Papadogoulas Sylvain Druart \| |
| Arbitri:                        | Charalampos Papadogoulas Sylvain Druart |                                     |               | |

| Parigi 5 agosto 2024, ore 18:00 | Melissa – Brandie                  | 2 – 0 (21–19; 21–18) referto | Nuss - Kloth | Eiffel Tower Stadium Campo di Marte (10 105 spett.)\| Arbitri: \| Juan Saavedra Agnieszka Myszkowska \| |
| Arbitri:                        | Juan Saavedra Agnieszka Myszkowska |                              |              | |

| Parigi 5 agosto 2024, ore 21:00 | Ana Patricia - Duda           | 2 – 0 (21–15; 21–16) referto | Akiko – Ishii | Eiffel Tower Stadium Campo di Marte (10 390 spett.)\| Arbitri: \| Jean Mukundiyukuri Wang Lijun \| |
| Arbitri:                        | Jean Mukundiyukuri Wang Lijun |                              |               | |

### Quarti di finale
| Parigi 6 agosto 2024, ore 21:00 | Mariafe - Clancy                  | 2 – 1 (21–19; 16–21; 15-12) referto | Esmée – Zoé | Eiffel Tower Stadium Campo di Marte (10 216 spett.)\| Arbitri: \| Brigham Beatie Jean Mukundiyukuri \| |
| Arbitri:                        | Brigham Beatie Jean Mukundiyukuri |                                     |             | |

| Parigi 6 agosto 2024, ore 22:00 | Hughes - Cheng                | 0 – 2 (18–21; 19–21) referto | Hüberli – Brunner | Eiffel Tower Stadium Campo di Marte (10 524 spett.)\| Arbitri: \| Osvaldo Sumavil Juan Saavedra \| |
| Arbitri:                        | Osvaldo Sumavil Juan Saavedra |                              |                   | |

| Parigi 7 agosto 2024, ore 17:00 | Álvarez M – Moreno                  | 0 – 2 (18–21; 18–21) referto | Melissa – Brandie | Eiffel Tower Stadium Campo di Marte (10 365 spett.)\| Arbitri: \| Agnieszka Myszkowska Sylvain Druart \| |
| Arbitri:                        | Agnieszka Myszkowska Sylvain Druart |                              |                   | |

| Parigi 7 agosto 2024, ore 18:00 | Ana Patricia - Duda     | 2 – 0 (21–16; 21–10) referto | Tīna - Anastasija | Eiffel Tower Stadium Campo di Marte (10 775 spett.)\| Arbitri: \| José Padron Robert Leko \| |
| Arbitri:                        | José Padron Robert Leko |                              |                   |                                                                                              |

### Semifinali
| Parigi 8 agosto 2024, ore 17:00 | Hüberli – Brunner             | 1 – 2 (21–14; 20–22; 12-15) referto | Melissa – Brandie | Eiffel Tower Stadium Campo di Marte (10 132 spett.)\| Arbitri: \| Wang Lijun Jean Mukundiyukuri \| |
| Arbitri:                        | Wang Lijun Jean Mukundiyukuri |                                     |                   | |

| Parigi 8 agosto 2024, ore 21:00 | Ana Patricia - Duda                     | 2 – 1 (20–22; 21–15; 15-12) referto | Mariafe - Clancy | Eiffel Tower Stadium Campo di Marte (10 373 spett.)\| Arbitri: \| Davide Crescentini Agnieszka Myszkowska \| |
| Arbitri:                        | Davide Crescentini Agnieszka Myszkowska |                                     |                  | |

### Finale 3º posto
| Parigi 9 agosto 2024, ore 21:00 | Mariafe - Clancy                | 0 – 2 (17–21; 15–21) referto | Hüberli – Brunner | Eiffel Tower Stadium Campo di Marte (9 241 spett.)\| Arbitri: \| Osvaldo Sumavil Giseli Amantino \| |
| Arbitri:                        | Osvaldo Sumavil Giseli Amantino |                              |                   | |

### Finale
| Parigi 9 agosto 2024, ore 22:30 | Ana Patricia - Duda              | 2 – 1 (26–24; 12–21; 15-10) referto | Melissa – Brandie | Eiffel Tower Stadium Campo di Marte (10 412 spett.)\| Arbitri: \| Agnieszka Myszkowska Robert Leko \| |
| Arbitri:                        | Agnieszka Myszkowska Robert Leko |                                     |                   | |

## Classifica finale
| Pos. | Coppie                     | Nazione     |
| ---- | -------------------------- | ----------- |
|      | Ana Patrícia – Duda Lisboa | Brasile     |
|      | Melissa – Brandie          | Canada      |
|      | Hüberli – Betschart        | Svizzera    |
| 4    | Mariafe – Clancy           | Australia   |
| 5    | Tīna – Anastasija          | Lettonia    |
| 5    | Esmée – Zoé                | Svizzera    |
| 5    | Álvarez M – Moreno         | Spagna      |
| 5    | Hughes – Cheng             | Stati Uniti |
| 9    | Carol – Bárbara            | Brasile     |
| 9    | Xue – X. Y. Xia            | Cina        |
| 9    | Müller – Tillmann          | Germania    |
| 9    | Gottardi – Menegatti       | Italia      |
| 9    | Akiko – Ishii              | Giappone    |
| 9    | Stam – Schoon              | Paesi Bassi |
| 9    | Liliana – Paula            | Spagna      |
| 9    | Nuss – Kloth               | Stati Uniti |
| 17   | Hermannová – Štochlová     | Rep. Ceca   |
| 17   | Placette – Richard         | Francia     |
| 19   | Bansley – Bukovec          | Canada      |
| 19   | Abdelhady – Elghobashy     | Egitto      |
| 19   | Vieira – Chamereau         | Francia     |
| 19   | Ludwig – Lippmann          | Germania    |
| 19   | Paulikienė – Raupelytė     | Lituania    |
| 19   | Poletti – Michelle         | Paraguay    |